# Taufbecken (Souvigny)

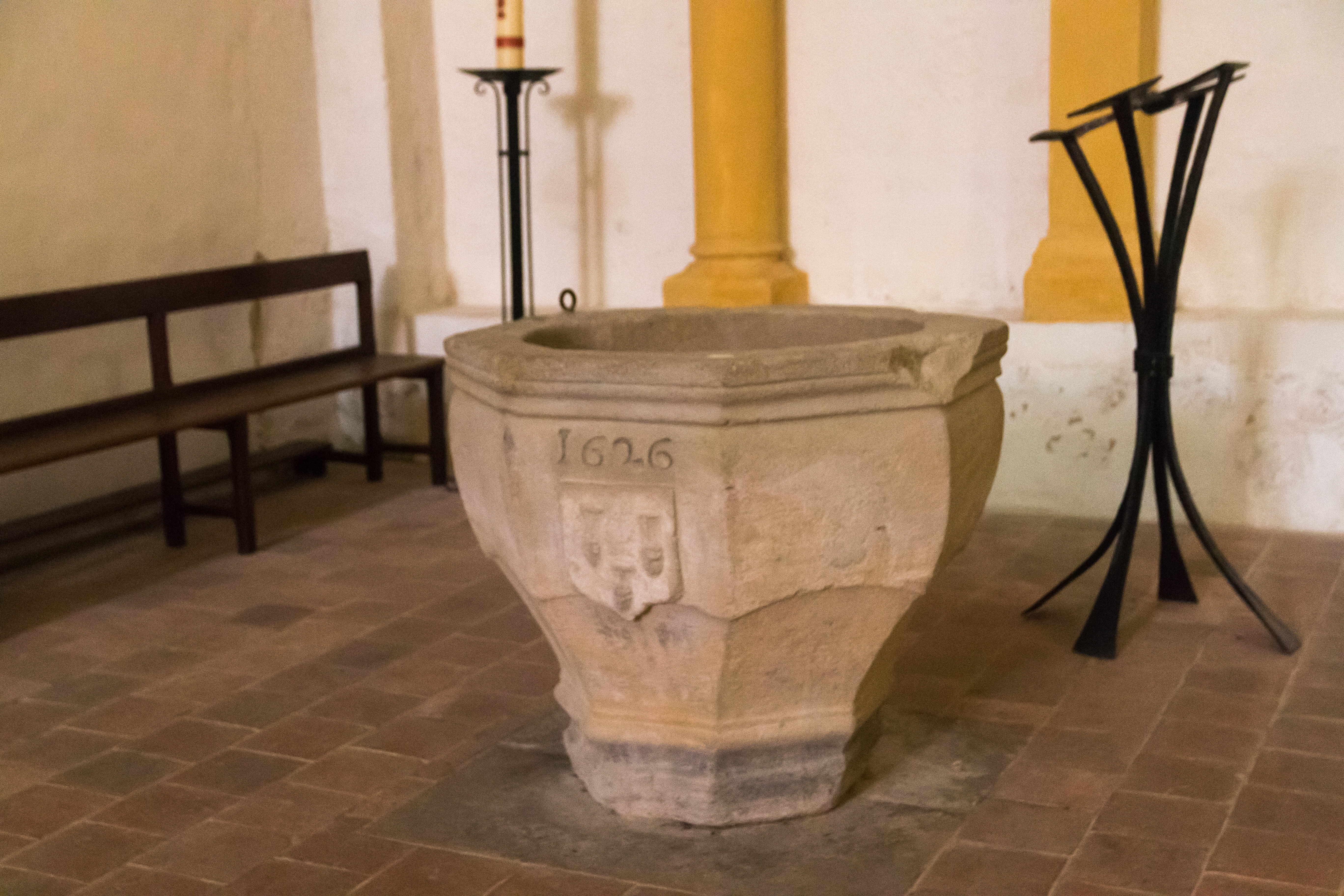
Taufbecken in Souvigny

Das Taufbecken in der ehemaligen Prioratskirche St-Pierre-St-Paul in Souvigny, einer französischen Gemeinde im Département Allier der Region Auvergne-Rhône-Alpes, wurde 1626 geschaffen. Das Taufbecken aus Sandstein wurde 1907 als Monument historique in die Liste der geschützten Objekte (Base Palissy) in Frankreich aufgenommen.
Das sechseckige Becken ist auf einer Seite mit einem Wappen und der Jahreszahl 1626 versehen. 